# Ilse Wende-Lungershausen
Ilse Wende-Lungershausen (* 9. Juli 1900 in Berlin; † 22. August 1991 in Ravensburg) war eine deutsche Illustratorin. Sie signierte stets mit
–LUNGERS–
–HAUSEN–.

## Leben
Ilse Wende-Lungershausen besuchte zunächst eine private Kunstschule in Berlin, bildete sich um 1927 auf der Schule Reimann fort und war später als Modezeichnerin im Kaufhaus Gerson tätig. Ihre Hauptschaffenszeit als Illustratorin erstreckt sich von den 1920ern bis in die 1960er Jahre. 1933 illustrierte sie ein nationalsozialistisches Propagandabuch für Kinder, dessen Autor ihr Ehemann Bernhard Wende der Ältere war. Bekannt wurde sie aber durch ihre liebevoll ausgeführten Kinderdarstellungen. Sie schuf über einhundert Kinderbücher, 62 Titelbilder für Jugendbücher – u. a. für Johanna Spyri (Heidi) – ungezählte Papierankleidepuppen, Spiele und etwa 200 Postkartenmotive, hauptsächlich in Aquarelltechnik. Außerdem entwarf sie Puppen für die Firma Schildkröt und schuf eine Vielzahl an Mode- und Reklameillustrationen u. a. für Blendax und Hipp. Ihr Werk wurde in einem sehr ähnlichen Stil von ihrem Sohn Klaus Bernhard Wende (Künstlername NIKO) fortgeführt.

## Werke (Auswahl)
- Klaus – der Hitlerjunge von Bernhard Wende d. Ä., Kunst & Vaterland Verlagsgesellschaft m.b.H., Berlin 1933[1]
- Vier Kinder und ein Hund von Else Fröhlich, A. Weichert Verlag Berlin 1935
- In Leuchtensee. Und: Auf der Goldhalde. Zwei Erzählungen für die Jugend von Johanna Spyri, A. Weichert Verlag, Berlin, 1936
- Cornelli wird erzogen. Geschichte für Kinder und auch für solche, die Kinder liebhaben von Johanna Spyri, A. Weichert Verlag, Berlin, 1936
- Das Soldatenkind von Käthe Miethe, A. Weichert Verlag, Berlin, 1937
- Vierzig Jungen auf Schloß Reinek. Lustige Abenteuer und Streiche im Ferienheim von Alma Auswald-Heller, Herold-Verlag GmbH, Stuttgart, 1938 und Herold-Verlag Brück KG, Stuttgart, 1952
- Diverse Postkartenmotive für den Carl Werner Verlag, Reichenbach/Vogtland u. a., darüber hinaus viele Modeillustrationen, Spielzeugverpackungen, Papierankleidepuppen und Werbeillustrationen.

## Sonderausstellungen
- Blumenkind und Blendax-Max. Mode, Spiel und Kinderbuch. Die Illustratorin Ilse Wende-Lungershausen (18. November 2020 – 18. April 2021 im Museum Obere Saline)[2][3][4]
- „Bunte Kinderwelt“ – Die Illustratorin Ilse Wende-Lungershausen (20. November 2022 – 26. Februar 2023 im Württemberg-Haus Beutelsbach)[5][6][7]